# Washington Spirit

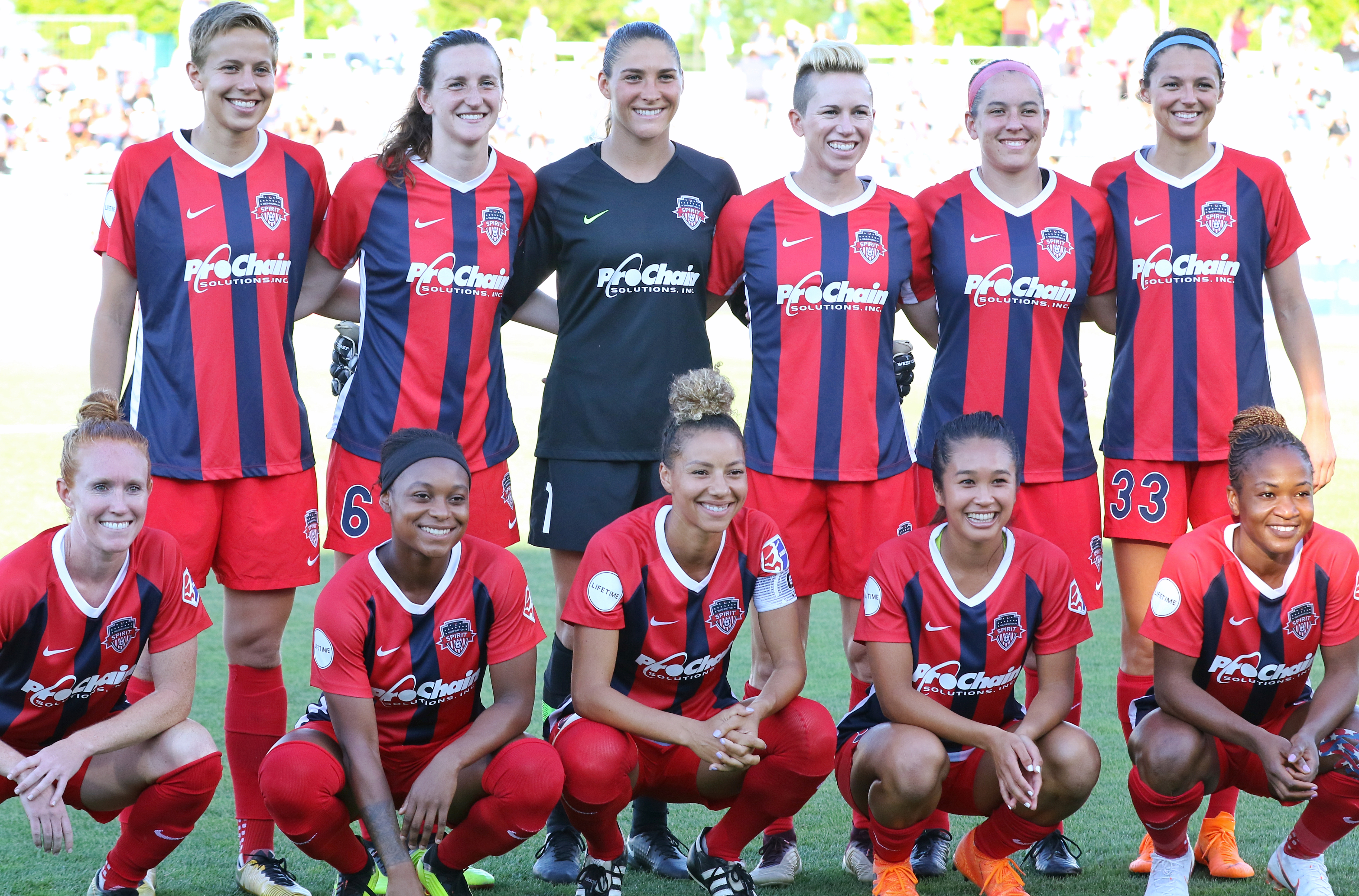
El Washington Spirit en junio de 2018.

El Washington Spirit (Espíritu de Washington) es un club de fútbol femenino estadounidense con sede en Germantown, en el estado de Maryland. Fue fundado en 2011 como D.C. United Women, y actualmente juega en la National Women's Soccer League, máxima categoría de los Estados Unidos. Juega como local en el estadio Audi Field, con una capacidad de 20 000 espectadores, y en el Segra Field con capacidad para 5000 espectadores.

## Temporadas

### National Women's Soccer League
| Temporada | Posición  | Eliminatorias | Posición    |
| --------- | --------- | ------------- | ----------- |
| 2013      | 8.º       | No            | –           |
| 2014      | 4.º       | Sí            | Semifinales |
| 2015      | 4.º       | Sí            | Semifinales |
| 2016      | 2.º       | Sí            | Subcampeón  |
| 2017      | 10.º      | No            | –           |
| 2018      | 8.º       | No            | –           |
| 2019      | 5.º       | No            | –           |
| 2020      | Cancelado | Cancelado     | Cancelado   |
| 2021      | 3.º       | Sí            | Campeón     |
| 2022      | 11.º      | No            | –           |
| 2023      | 8.º       | No            | –           |
| 2024      | 2.º       | Sí            | Subcampeón  |

1. ↑  Cancelado debido a la pandemia del COVID-19. En su lugar se jugó la NWSL Challenge Cup 2020.[1][2]

### NWSL Challenge Cup
Desde 2024 el torneo se disputa como una supercopa.
| Edición | Fase de grupos | Fase final       |
| ------- | -------------- | ---------------- |
| 2020    | 2.º            | Cuartos de final |
| 2021    | 4.º            | –                |
| 2022    | 2.º            | Subcampeón       |
| 2023    | 3.º            | –                |
| 2025    | Campeón        | Campeón          |

## Palmarés
- National Women's Soccer League (1): 2021
- NWSL Challenge Cup (1): 2025

## Jugadoras

### Plantel
Actualizado a marzo de 2025.

### Jugadoras Destacadas
| - Ali Krieger - Lori Lindsey - Estefanía Banini - Lisa De Vanna - Yanara Aedo | - Candace Chapman - Diana Matheson - Line Sigvardsen Jensen - Laura del Río |